# Cheilosia erubescense
Cheilosia erubescense är en tvåvingeart som beskrevs av Huo och Ren 2006. Cheilosia erubescense ingår i släktet örtblomflugor, och familjen blomflugor. Inga underarter finns listade i Catalogue of Life.